# Angélique et l'Ermite
Pour les articles homonymes, voir Angélique et Ermite (homonymie).
Angélique et l'Ermite est un tableau peint vers 1626-1628 par Pierre Paul Rubens. Il montre un épisode du chant 8 du poème Orlando Furioso de Ludovico Ariosto, dit l'Arioste. Il est exposé au Kunsthistorisches Museum de Vienne.